# André Patry
André Patry (1902. november 22. – 1960. június 20.) francia csillagász.

## Munkássága
Patry árvaként, tizenhét évesen került a nizzai obszervatóriumba. Itt 1936 és 1940 között kilenc kisbolygót fedezett fel.
Munkája elismeréséül az 1601 Patry kisbolygó viseli a nevét.

## Fordítás
- Ez a szócikk részben vagy egészben  az   André Patry című angol Wikipédia-szócikk fordításán alapul.  Az eredeti cikk szerkesztőit annak laptörténete sorolja fel. Ez a jelzés csupán a megfogalmazás eredetét és a szerzői jogokat jelzi, nem szolgál a cikkben szereplő információk forrásmegjelöléseként.

1. ↑  http://www.obs-hp.fr/dictionnaire/ pp. 358